# Paul Alphandéry
Pour les articles homonymes, voir Alphandéry.
Paul Alphandéry, né le 20 mai 1875 à Draguignan et mort le 25 mai 1932 à Paris, est un historien français spécialiste des religions.

## Biographie

### Carrière
Il est spécialiste du christianisme médiéval.
Il fut secrétaire de la revue La Rampe en 1900. Il a écrit également des pièces de théâtre.

### Vie personnelle
Il est le père de la psychologue et universitaire Hélène Gratiot-Alphandéry qui conserve ses archives avant de les confier aux Archives nationales.

## Publications

### Ouvrages
- Les Idées morales des hétérodoxes latins au début du XIIIe siècle, Paris, 1903 (Bibliothèque de l’École pratique des hautes études, sciences religieuses, XVI, 1).
- La Chrétienté et l’idée de croisade, 2 vols., Paris, 1954-1959 (L’Évolution de l’humanité, 38 et 38 bis). Texte établi par Alphonse Dupront. Réédition avec une postface de Michel Balard : La Chrétienté et l’idée de croisade, Paris, 1995.

### Articles
- « Y-a-t-il un averroïsme populaire au XIIIe et au XIVe siècle ? », Revue de l'histoire des religions 44 (1901), p. 395-406.
- « De quelques faits de prophétisme dans des sectes latines antérieures au joachimisme », Revue de l’histoire des religions 52 (1905), p. 177-218.
- « Mahomet-Antichrist dans le Moyen Âge latin », Mélanges Hartwig Derenbourg (1844-1908). Recueil de travaux d’érudition dédiés à la mémoire d’Hartwig Derenbourg par ses amis et ses élèves, Paris, 1909, p. 261-277.
- « Notes sur le messianisme médiéval latin (XIe – XIIe siècle) », École pratique des hautes études, Section des sciences religieuses. Annuaire 1912, Paris, 1912, p. 1-29.
- « Saint François et l’épopée française », Annales du musée Guimet, 38, 1912, p. 59-98.
- « Les Croisades d’enfants », Revue de l’histoire des religions 73 (1916), p. 259-282.
- « L’Ordalie et la prophétie comminatoire », Actes du congrès international d’histoire des religions tenu à Paris en octobre 1923, Paris, 1925, II, p. 376-381.
- « Le Gnosticisme dans les sectes médiévales latines », Revue d’histoire et de philosophie religieuses 7 (1927), p. 395-411.
- « De quelques documents médiévaux relatifs à des états psychasthéniques », Journal de psychologie normale et pathologique 25 (1929), p. 763-787.
- « Les Citations bibliques chez les historiens de la première croisade », Revue de l’histoire des religions 99 (1929), p. 139-157.
- « Le Satan  du Livre de Job », La Revue de Paris 37 (1930), t. IV, p. 875-897.
- « Traces de manichéisme dans le Moyen Âge latin, VIe – XIIe siècle », Revue d’histoire et de philosophie religieuses 9 (1929), p. 451-467.
- « La Glossolalie dans le prophétisme médiéval latin », Revue de l’histoire des religions 104 (1931), p. 417-436.
- « Prophètes et ministère prophétique dans le Moyen Âge latin », Revue d’histoire et de philosophie religieuses 12 (1932), p. 334-359.
- « Les Foules religieuses », Quatrième semaine internationale de synthèse. La foule, Paris, 1933, p. 53-76.
- « L’Évhémérisme et les débuts de l’histoire des religions », Revue de l’histoire des religions 109 (1934), p. 5-27.